# Primer Gobierno Beel
El Primer Gobierno Beel fue el gobierno de los Países Bajos desde el 3 de julio de 1946 hasta el 7 de agosto de 1948. El gobierno fue formado por el democrata cristiano Partido Popular Católico (KVP) y el socialdemócrata Partido del Trabajo (PvdA) tras las elecciones generales de 1946. El gobierno fue una gran coalición de centroizquierda y contaba con una mayoría absoluta en la Cámara de Representantes, con el destacado político Louis Beel como primer ministro y, a la vez, manteniendo el ministro del Interior que tuvo en el anterior gobierno. El líder laborista Willem Drees continuó como vice primer ministro y ministro de Asuntos Sociales. Según un estudio, «Beel opinaba que un programa conjunto del KVP y el PvdA debía presentarse a otros grupos políticos. Según Beel, dicho programa debía ser socioeconómicamente progresista, es decir, orientado a la reforma, en beneficio de amplios sectores de la población. Los socialistas no debían temer que un ala conservadora dentro del KVP llevara la voz cantante.».
El gabinete ejerció sus funciones durante los primeros años de la posguerra de la década de los 40s. En el ámbito nacional, el inicio de la recuperación y reconstrucción tras la Segunda Guerra Mundial continuó con el Plan Marshall, y también se implementaron varias reformas sociales importantes en la seguridad social, incluyendo la Algemene Ouderdomswet.
En el ámbito internacional, se continuó con el inicio de la descolonización de las Indias Orientales Neerlandesas. El gabinete no sufrió grandes conflictos internos ni externos. Tras una importante revisión de la Constitución, se convocaron elecciones anticipadas para elegir simultáneamente un nuevo parlamento. Tras las elecciones, el gabinete continuó ejerciendo en funciones hasta que fue reemplazado por el gobierno Drees-Van Schaik.

## Mandato
Un tema crucial fue la independencia de las Indias Orientales Neerlandesas, que requirió una reforma constitucional. En noviembre de 1946 se firmó el Acuerdo de Linggadjati, pero las diferentes interpretaciones llevaron a la intervención militar neerlandesa. Bajo presión internacional a través de la ONU, este acuerdo concluyó y las negociaciones se reanudaron, que durante el siguiente gobierno dieron como resultado la creación de Indonesia. Una nueva ley importante fue la Noodwet Ouderdomsvoorziening, promulgada por el vice primer ministro y ministro de Asuntos Sociales, Willem Drees.

## Composición
| Título                                   | Ministro | Ministro     | Ministro | Ministro | Período            | Período             |
| Título                                   | Imagen   | Nomber       | Partido  | Partido  | Inicio             | Fin                 |
| ---------------------------------------- | -------- | ------------ | -------- | -------- | ------------------ | ------------------- |
| Primer ministro de los Países Bajos      |          | Louis Beel   |          | KVP      | 3 de julio de 1946 | 7 de agosto de 1948 |
| Vice primer ministro de los Países Bajos |          | Willem Drees |          | PvdA     | 3 de julio de 1946 | 7 de agosto de 1948 |

| Ministerio                                                                    | Ministro | Ministro                          | Ministro | Ministro | Período                  | Período                  |
| Ministerio                                                                    | Imagen   | Nomber                            | Partido  | Partido  | Inicio                   | Fin                      |
| ----------------------------------------------------------------------------- | -------- | --------------------------------- | -------- | -------- | ------------------------ | ------------------------ |
| Agricultura, Pesca y Seguridad Alimentaria                                    |          | Sicco Mansholt                    |          | PvdA     | 3 de julio de 1946       | 7 de agosto de 1948      |
| Asuntos Económicos                                                            |          | Gerardus Huysmans                 |          | KVP      | 3 de julio de 1946       | 14 de enero de 1948      |
| Asuntos Económicos                                                            |          | Sicco Mansholt                    |          | PvdA     | 14 de enero de 1948      | 20 de enero de 1948      |
| Asuntos Económicos                                                            |          | Jan van den Brink                 |          | KVP      | 20 de enero de 1948      | 7 de agosto de 1948      |
| Asuntos Exteriores                                                            |          | Pim van Boetzelaer van Oosterhout |          | Ind.     | 3 de julio de 1946       | 7 de agosto de 1948      |
| Asuntos Generales                                                             |          | Louis Beel                        |          | KVP      | 13 de octubre de 1947    | 7 de agosto de 1948      |
| Asuntos Sociales                                                              |          | Willem Drees                      |          | PvdA     | 3 de julio de 1946       | 7 de agosto de 1948      |
| Educación, Cultura y Ciencia                                                  |          | Jos Gielen                        |          | KVP      | 3 de julio de 1946       | 7 de agosto de 1948      |
| Finanzas                                                                      |          | Piet Lieftinck                    |          | PvdA     | 3 de julio de 1946       | 7 de agosto de 1948      |
| Guerra                                                                        |          | Alexander Fiévez                  |          | KVP      | 3 de julio de 1946       | 7 de agosto de 1948      |
| Interior                                                                      |          | Louis Beel                        |          | KVP      | 3 de julio de 1946       | 15 de septiembre de 1947 |
| Interior                                                                      |          | Piet Witteman                     |          | KVP      | 15 de septiembre de 1947 | 7 de agosto de 1948      |
| Justicia                                                                      |          | Johan van Maarseveen              |          | KVP      | 3 de julio de 1946       | 7 de agosto de 1948      |
| Marina                                                                        |          | Alexander Fiévez                  |          | KVP      | 3 de julio de 1946       | 7 de agosto de 1946      |
| Marina                                                                        |          | Jules Schagen van Leeuwen         |          | Ind.     | 7 de agosto de 1946      | 25 de noviembre de 1947  |
| Marina                                                                        |          | Alexander Fiévez                  |          | KVP      | 25 de noviembre de 1947  | 7 de agosto de 1948      |
| Obras Públicas y Reconstrucción (1946-47) Reconstrucción y Vivienda (1947-48) |          | Johan Ringers                     |          | Ind.     | 3 de julio de 1946       | 15 de noviembre de 1946  |
| Obras Públicas y Reconstrucción (1946-47) Reconstrucción y Vivienda (1947-48) |          | Hein Vos                          |          | PvdA     | 15 de noviembre de 1946  | 3 de marzo de 1947       |
| Obras Públicas y Reconstrucción (1946-47) Reconstrucción y Vivienda (1947-48) |          | Lambertus Neher                   |          | PvdA     | 3 de marzo de 1947       | 1 de marzo de 1948       |
| Obras Públicas y Reconstrucción (1946-47) Reconstrucción y Vivienda (1947-48) |          | Joris in 't Veld                  |          | PvdA     | 1 de marzo de 1948       | 7 de agosto de 1948      |
| Territorios de Ultramar                                                       |          | Jan Jonkman                       |          | PvdA     | 3 de julio de 1946       | 30 de agosto de 1947     |
| Territorios de Ultramar                                                       |          | Louis Beel                        |          | KVP      | 30 de agosto de 1947     | 3 de noviembre de 1947   |
| Territorios de Ultramar                                                       |          | Jan Jonkman                       |          | PvdA     | 3 de noviembre de 1947   | 7 de agosto de 1948      |
| Transporte (1946-47) Transporte y Gestión del Agua (1947-48)                  |          | Hein Vos                          |          | PvdA     | 3 de julio de 1946       | 7 de agosto de 1948      |

| Ministerio              | Portfolio                                              | Ministro | Ministro           | Ministro | Ministro | Período                 | Período             |
| Ministerio              | Portfolio                                              | Imagen   | Nomber             | Partido  | Partido  | Inicio                  | Fin                 |
| ----------------------- | ------------------------------------------------------ | -------- | ------------------ | -------- | -------- | ----------------------- | ------------------- |
| Asuntos Exteriores      | Naciones Unidas                                        |          | Eelco van Kleffens |          | Ind.     | 3 de julio de 1946      | 3 de julio de 1947  |
| Territorios de Ultramar | Asuntos Presupuestarios de los Territorios de Ultramar |          | Lubbertus Götzen   |          | Ind.     | 11 de noviembre de 1947 | 7 de agosto de 1948 |